# Categoria (teoria das categorias)
Na matemática, uma categoria é um conceito similar a um grafo direcionado, incluindo setas entre objetos, entre elas havendo identidades e uma operação de composição, com propriedades análogas à composição de funções.
A teoria das categorias é o estudo de propriedades e classificações de categorias e conceitos relacionados. Ela provê uma linguagem que simplifica conceitos e demonstrações em várias áreas de matemática, possibilitando delinear e separar os resultados gerais dos que se aplicam a uma área específica.
Categorias foram introduzidas por Samuel Eilenberg e Saunders Mac Lane com o objetivo de dar um significado rigoroso ao conceito de "canônico" ou "natural".

## Definição
Uma categoria C consiste nos seguintes elementos:
- Uma coleção[nota 1][3] de objetos, coleção esta denotada por
ob C ou, simplesmente, C.
- Para cada dupla a, b de objetos, uma coleção de triplas (a, b, f), chamadas setas (ou morfismos) do domínio (ou origem) a até o contradomínio (ou destino) b, para as quais são usadas as notações
f : a → b, {\displaystyle a{\xrightarrow {f}}b}, (a, b, f) ∈ homC(a, b) (ou brevemente f ∈ homC(a, b)), f ∈ C(a, b), f ∈ morC(a, b) ou dom(f) = a, cod(f) = b.
- Para cada objeto a, uma seta de a até a, chamada identidade, e denotada por ida ou 1a.
- Para cada tripla de objetos a, b, c, uma operação de composição, levando
cada seta f : a → b e cada seta g : b → c a uma seta g ∘ f : a → c.
- Devem ser satisfeitas as igualdades:
(Lei da identidade) Para todos objetos a, b e todas as setas f : a → b, 1b ∘ f = f = f ∘ 1a.
(Associatividade) Para todos objetos a, b, c, d e todas as setas f : a → b, g : b → c e h : c → d, (h ∘ g) ∘ f = h ∘ (g ∘ f).

Categorias definidas têm, comumente, nome escrito em negrito, como Cat, ou sem serifas, como {\displaystyle {\mathsf {Cat}}}. Nota-se que, como definido acima, hom(a, b) ∩ hom(c, d) = ∅ a menos que a = c e b = d.

### Exemplos de categorias
- A categoria dos conjuntos, denotada por Set (inglês set) ou por Ens (francês ensemble), tem como coleção de objetos a coleção de conjuntos pequenos, e, para cada dois objetos A, B seus, as setas (A, B, f) serão precisamente as funções de A a B (etiquetadas com seu domínio e contradomínio), sendo que a identidade e a composição correspondem às funções identidades e à composição de funções, respectivamente.
- A categoria dos grupos, denotada por Grp, tem como coleção de objetos a coleção de grupos (G, ⋅) para os quais G é conjunto pequeno, e as suas setas correspondem aos homomorfismos de grupos. De maneira similar, há a categoria dos monoides Mon, dos grupos abelianos Ab, dos anéis Anel, dos módulos R-Mod etc.
- A categoria dos espaços topológicos, denotada por Top, tem como objetos os espaços topológicos (X, τ) para os quais X é conjunto pequeno, e as suas setas correspondem às funções contínuas.[4]
- Para cada monoide (M, ⋅), há uma categoria B M, com um único objeto, e cujas setas correspondem biunivocamente aos elementos de M, com seta identidade sendo o elemento neutro de M, e composição dada pela operação ⋅.
- Para cada pré-ordem (P, ≤), há uma categoria, cujos objetos são elementos de P, e tal que, para objetos a, b, há exatamente um morfismo a → b se a ≤ b, e nenhum se ¬ (a ≤ b). A existência de identidades vem de que a ≤ a, e a existência de composições segue da transitividade.
- Para cada conjunto A, há uma categoria discreta, cujos objetos são precisamente os elementos de A, e na qual os únicos morfismos são as identidades.[5]
- Para cada grafo (V, E), há a categoria livre, cujos objetos são os vértices em V, e, dados objetos a, b, os morfismos a → b correspondem precisamente aos caminhos formados pelas arestas em E, iniciando em a e terminando em b; as identidades correspondem a caminhos de zero arestas, e as composições correspondem a concatenações de caminhos.[7]

## Categorias pequenas e grandes
Na teoria de conjuntos (mais precisamente axiomas de Zermelo-Fraenkel), não há conjunto incluindo todos os conjuntos. Similarmente, não há categoria incluindo todos os conjuntos (ou grupos, espaços topológicos etc.) Isso pode ser resolvido, usando universos de Grothendieck. Dado {\displaystyle U} universo, chame um conjunto de ({\displaystyle U}-)pequeno se ele for membro de {\displaystyle U}. Então, {\displaystyle U{\text{-}}{\mathsf {Set}}} será a categoria dos conjuntos pequenos. Dado o axioma de universos, temos uma sequência:
{\displaystyle U_{0}{\text{-}}{\mathsf {Set}}\subsetneq U_{1}{\text{-}}{\mathsf {Set}}\subsetneq U_{2}{\text{-}}{\mathsf {Set}}\subsetneq \cdots }
em que {\displaystyle U_{0}\in U_{1}\in U_{2}\in \cdots } são universos.
Uma categoria é ({\displaystyle U}-)pequena quando o conjunto de objetos e todos os conjuntos de setas hom(a, b) são ({\displaystyle U}-)pequenos. Notar que {\displaystyle U{\text{-}}{\mathsf {Set}}} é assim uma categoria {\displaystyle U}-grande.
Na prática, o prefixo "{\displaystyle U}-" é omitido.
Esta, porém, não é a única forma de resolver esse problemas lógicos. Adámek, Herrlich e Strecker, por exemplo, supõem somente a existência de conjuntos, classes e conglomerados (que correspondem, respectivamente, a elementos de um universo, subcoleções do universo e coleções de subcoleções do universo); nesse contexto, os hom são sempre conjuntos (não podem ser classes quaisquer), e uma categoria pequena é definida como uma categoria cuja coleção de objetos é um conjunto.

## Categoria oposta
Para cada categoria {\displaystyle C}, temos a categoria oposta (ou dual) {\displaystyle C^{\mathrm {op} }}, obtida invertendo a direção das setas de {\displaystyle C}. Mais precisamente, {\displaystyle C^{\mathrm {op} }} tem os mesmos objetos que {\displaystyle C}, e cada morfismo {\displaystyle b\to a} em {\displaystyle C^{\mathrm {op} }} é denotado por {\displaystyle f^{\mathrm {op} }:b\to a} para exatamente um morfismo {\displaystyle f:a\to b}; identidades são {\displaystyle (1_{a})^{\mathrm {op} }}, e composição é definida por
{\displaystyle g^{\mathrm {op} }\circ f^{\mathrm {op} }=(f\circ g)^{\mathrm {op} }}
para setas de domínio e contradomínio adequados.
A cada teorema do formato "para toda categoria {\displaystyle C}, {\displaystyle \phi (C)} é verdade", há o costume de expressar o caso particular "{\displaystyle \phi (C^{\mathrm {op} })}" sem envolver a definição de categoria oposta (por exemplo, trocando "domínio" com "contradomínio", "monomorfismo" com "epimorfismo" etc.). Isso pode deixar mais fácil de encontrar demonstrações de outros resultados.

## Produto de categorias
A categoria {\displaystyle {\mathsf {Cat}}} das categorias pequenas (e functores como morfismos) tem produtos binários. Eis uma construção explícita. Dadas categorias {\displaystyle B,C}, os objetos de {\displaystyle B\times C} são as duplas {\displaystyle (b,c)}, com {\displaystyle b} objeto de {\displaystyle B} e {\displaystyle c} objeto de {\displaystyle C}, e os morfismos {\displaystyle (b,c)\to (b',c')} são as duplas de morfismos {\displaystyle f:b\to b'} e {\displaystyle g:c\to c'}. A identidade de {\displaystyle (b,c)} é {\displaystyle (1_{b},1_{c})}, e composições são dadas por:
{\displaystyle (f',g')\circ (f,g)=(f'\circ f,g'\circ g)}

## Tipos de morfismos
Um morfismo f : a → b numa categoria C é chamado:
- um monomorfismo quando é cancelável à esquerda, isto é,
para todo objeto c e morfismos g, h : c → a satisfazendo f ∘ g = f ∘ h, vale g = h.
- um epimorfismo quando é cancelável à direita, isto é,
para todo objeto c e morfismos g, h : b → c satisfazendo g ∘ f = h ∘ f, vale g = h.
- um bimorfismo quando é um monomorfismo e um epimorfismo.
- uma seção quando é um inverso direito, isto é,
existe g : b → a tal que g ∘ f = 1a.
- uma retração quando é um inverso esquerdo, isto é,
existe g : b → a tal que f ∘ g = 1b.
- um endomorfismo quando a = b.
- um isomorfismo quando é um inverso, isto é,
existe g : b → a tal que g ∘ f = 1a e f ∘ g = 1b.
- um automorfismo quando é um isomorfismo e um endomorfismo.
- um idempotente quando a = b e f ∘ f = f.
- um idempotente que cinde quando a = b e
há objeto c e morfismos g : a → c e h : c → a tais que f = h ∘ g e g ∘ h = 1c.[13][5][14]